# Daniel Šmejkal
Daniel Šmejkal (Plzeň, 28 agosto 1970) è un ex calciatore ceco, di ruolo centrocampista.

## Palmarès

### Club

#### Competizioni nazionali
- Campionato ceco: 1

Slavia Praga: 1995-1996
- Coppa della Repubblica Ceca: 1

Slavia Praga: 1996-1997